# Wagram an der Donau
Wagram an der Donau ist eine Ortschaft und eine Katastralgemeinde der Marktgemeinde Eckartsau im Bezirk Gänserndorf in Niederösterreich. Die Ortschaft hat 156 Einwohner (Stand 1. Jänner 2024). Bis Ende 1970 war Wagram an der Donau eine selbständige Gemeinde.

## Geografie
Das Dorf nördlich des Nationalparks Donau-Auen wird über die Donau Straße erschlossen. Im Osten zweigt eine Straße nach Eckartsau ab.

## Geschichte
Der Ort ist 1351 als „Wograin“ belegt und wurde in der ersten Hälfte des 16. Jahrhunderts im Kontext des Ersten Österreichischen Türkenkriegs kroatisch besiedelt, weshalb die Ortschaft dann auch Kroatisch-Wagram („Chrowat Ogrun“) hieß. Im Laufe des 19. Jahrhunderts wurden die sogenannten Marchfeldkroaten allmählich assimiliert und schließlich wurde der Name 1892 in den heutigen Namen geändert.
Laut Adressbuch von Österreich waren im Jahr 1938 in der Ortsgemeinde Wagram ein Gastwirt, ein Gemischtwarenhändler, zwei Mühlen, ein Schmied und mehrere Landwirte ansässig.
Im Zuge der Niederösterreichischen Kommunalstrukturverbesserung wurden mit 1. Jänner 1971 die bis dahin selbständigen Gemeinden Kopfstetten, Eckartsau, Pframa, Wagram an der Donau und Witzelsdorf zu Eckartsau fusioniert.